# Winterland (album)
Winterland – pośmiertnie wydany album koncertowy The Jimi Hendrix Experience, zawierający częściowy zapis sześciu występów w Winterland w San Francisco.

## Lista utworów
Autorem wszystkich utworów, chyba że zaznaczono inaczej jest Jimi Hendrix.
| CD1 – 10 października 1968 | CD1 – 10 października 1968                      | CD1 – 10 października 1968 |
| Nr                         | Tytuł utworu                                    | Długość                    |
| -------------------------- | ----------------------------------------------- | -------------------------- |
| 1.                         | „Tax Free” (Hansson/Karlsson)                   | 15:15                      |
| 2.                         | „Lover Man”                                     | 5:21                       |
| 3.                         | „Sunshine of Your Love” (Clapton, Bruce, Brown) | 7:30                       |
| 4.                         | „Hear My Train a Comin’”                        | 11:33                      |
| 5.                         | „Killing Floor” (Burnett)                       | 7:55                       |
| 6.                         | „Foxy Lady”                                     | 5:36                       |
| 7.                         | „Hey Joe” (Roberts)                             | 7:19                       |
| 8.                         | „Star Spangled Banner” (Traditional)            | 5:56                       |
| 9.                         | „Purple Haze”                                   | 5:37                       |
|                            |                                                 | 1:12:02                    |

| CD2 – 11 października 1968 | CD2 – 11 października 1968     | CD2 – 11 października 1968 |
| Nr                         | Tytuł utworu                   | Długość                    |
| -------------------------- | ------------------------------ | -------------------------- |
| 1.                         | „Tax Free” (Hansson/Karlsson)  | 10:01                      |
| 2.                         | „Like a Rolling Stone” (Dylan) | 11:46                      |
| 3.                         | „Lover Man”                    | 3:45                       |
| 4.                         | „Hey Joe” (Roberts)            | 5:12                       |
| 5.                         | „Fire”                         | 3:20                       |
| 6.                         | „Foxy Lady”                    | 5:12                       |
| 7.                         | „Are You Experienced?”         | 12:13                      |
| 8.                         | „Red House”                    | 12:24                      |
| 9.                         | „Purple Haze”                  | 5:18                       |
|                            |                                | 1:09:11                    |

| CD3 – 12 października 1968 | CD3 – 12 października 1968                      | CD3 – 12 października 1968 |
| Nr                         | Tytuł utworu                                    | Długość                    |
| -------------------------- | ----------------------------------------------- | -------------------------- |
| 1.                         | „Fire”                                          | 4:59                       |
| 2.                         | „Lover Man”                                     | 4:29                       |
| 3.                         | „Like a Rolling Stone” (Dylan)                  | 11:48                      |
| 4.                         | „Manic Depression”                              | 5:34                       |
| 5.                         | „Sunshine of Your Love” (Clapton, Bruce, Brown) | 9:01                       |
| 6.                         | „Little Wing”                                   | 4:01                       |
| 7.                         | „Spanish Castle Magic”                          | 6:28                       |
| 8.                         | „Red House”                                     | 9:13                       |
| 9.                         | „Hey Joe” (Roberts)                             | 6:45                       |
| 10.                        | „Purple Haze”                                   | 3:42                       |
| 11.                        | „Wild Thing” (Taylor)                           | 3:30                       |
|                            |                                                 | 1:09:30                    |

| CD4 – Bonus (10 – 12 października 1968) | CD4 – Bonus (10 – 12 października 1968) | CD4 – Bonus (10 – 12 października 1968) |
| Nr                                      | Tytuł utworu                            | Długość                                 |
| --------------------------------------- | --------------------------------------- | --------------------------------------- |
| 1.                                      | „Foxy Lady”                             | 6:05                                    |
| 2.                                      | „Are You Experienced?”                  | 7:27                                    |
| 3.                                      | „Voodoo Child (Slight Return)”          | 7:43                                    |
| 4.                                      | „Red House”                             | 15:21                                   |
| 5.                                      | „Star Spangled Banner”                  | 6:10                                    |
| 6.                                      | „Purple Haze”                           | 6:13                                    |
| 7.                                      | „Interview at Boston Garden”            | 19:04                                   |
|                                         |                                         | 1:08:03                                 |

### Wersja jedno płytowa
| Nr  | Tytuł utworu                                    | Długość |
| --- | ----------------------------------------------- | ------- |
| 1.  | „Fire”                                          | 3:30    |
| 2.  | „Foxy Lady”                                     | 5:35    |
| 3.  | „Like a Rolling Stone” (Dylan)                  | 11:00   |
| 4.  | „Hey Joe” (Roberts)                             | 5:00    |
| 5.  | „Hear My Train a Comin’”                        | 12:00   |
| 6.  | „Sunshine of Your Love” (Clapton, Bruce, Brown) | 7:10    |
| 7.  | „Little Wing”                                   | 3:45    |
| 8.  | „Are You Experienced?”                          | 7:27    |
| 9.  | „Manic Depression”                              | 5:30    |
| 10. | „Voodoo Child (Slight Return)”                  | 7:45    |
| 11. | „Purple Haze”                                   | 5:20    |
|     |                                                 | 1:14:02 |

## Twórcy
- Jimi Hendrix – gitara, śpiew
- Mitch Mitchell – perkusja
- Noel Redding – gitara basowa

## Źródła
- David Fricke, Winterland, wyd. 4CD, książeczka, Legacy Recordings, Experience Hendrix, 2011 (ang.). Brak numerów stron w książce